# 리처드 닐 (정치인)
리처드 에드먼드 닐(영어: Richard Edmund Neal, 1949년 2월 14일 ~ )은 1989년부터 매사추세츠주 제1선거구 하원의원으로 재직 중인 미국의 정치인이다. 제1선거구에 속한 아가왐, 치커피 및 웨스트필드는 매사추세츠주의 다른 지역보다 훨씬 시골이다. 민주당 소속인 닐은 2013년부터 매사추세츠주 하원 대표단의 학장을 역임했으며, 뉴잉글랜드 하원 대표단의 학장이기도 하다.

## 학력
- 홀리오크 커뮤니티 칼리지 졸업
- 아메리칸 인터내셔널 칼리지 학사
- 하트포드 대학교 대학원 석사

## 역대 선거 결과
| 선거명      | 직책명                          | 대수  | 정당   | 득표율 | 득표수    | 결과 | 당락                       |
| ----------- | ------------------------------- | ----- | ------ | ------ | --------- | ---- | -------------------------- |
| 1983년 선거 | 스프링필드 시장                 | 49대  | 무소속 | 85.34% | 25,462표  | 1위  | 스프링필드 시장 당선       |
| 1985년 선거 | 스프링필드 시장                 | 49대  | 무소속 | 92.12% | 19,382표  | 1위  | 스프링필드 시장 당선       |
| 1987년 선거 | 스프링필드 시장                 | 49대  | 무소속 | 91.65% | 20,612표  | 1위  | 스프링필드 시장 당선       |
| 1988년 선거 | 하원의원 (매사추세츠 제2선거구) | 101대 | 민주당 | 80.26% | 156,262표 | 1위  | 매사추세츠주 하원의원 당선 |
| 1990년 선거 | 하원의원 (매사추세츠 제2선거구) | 102대 | 민주당 | 99.79% | 134,152표 | 1위  | 매사추세츠주 하원의원 당선 |
| 1992년 선거 | 하원의원 (매사추세츠 제2선거구) | 103대 | 민주당 | 53.09% | 131,215표 | 1위  | 매사추세츠주 하원의원 당선 |
| 1994년 선거 | 하원의원 (매사추세츠 제2선거구) | 104대 | 민주당 | 58.55% | 117,178표 | 1위  | 매사추세츠주 하원의원 당선 |
| 1996년 선거 | 하원의원 (매사추세츠 제2선거구) | 105대 | 민주당 | 71.67% | 162,995표 | 1위  | 매사추세츠주 하원의원 당선 |
| 1998년 선거 | 하원의원 (매사추세츠 제2선거구) | 106대 | 민주당 | 98.95% | 130,550표 | 1위  | 매사추세츠주 하원의원 당선 |
| 2000년 선거 | 하원의원 (매사추세츠 제2선거구) | 107대 | 민주당 | 98.91% | 196,670표 | 1위  | 매사추세츠주 하원의원 당선 |
| 2002년 선거 | 하원의원 (매사추세츠 제2선거구) | 108대 | 민주당 | 99.13% | 153,387표 | 1위  | 매사추세츠주 하원의원 당선 |
| 2004년 선거 | 하원의원 (매사추세츠 제2선거구) | 109대 | 민주당 | 98.73% | 217,682표 | 1위  | 매사추세츠주 하원의원 당선 |
| 2006년 선거 | 하원의원 (매사추세츠 제2선거구) | 110대 | 민주당 | 98.65% | 164,939표 | 1위  | 매사추세츠주 하원의원 당선 |
| 2008년 선거 | 하원의원 (매사추세츠 제2선거구) | 111대 | 민주당 | 98.47% | 234,369표 | 1위  | 매사추세츠주 하원의원 당선 |
| 2010년 선거 | 하원의원 (매사추세츠 제2선거구) | 112대 | 민주당 | 57.33% | 122,751표 | 1위  | 매사추세츠주 하원의원 당선 |
| 2012년 선거 | 하원의원 (매사추세츠 제1선거구) | 113대 | 민주당 | 98.42% | 261,936표 | 1위  | 매사추세츠주 하원의원 당선 |
| 2014년 선거 | 하원의원 (매사추세츠 제1선거구) | 114대 | 민주당 | 97.96% | 167,612표 | 1위  | 매사추세츠주 하원의원 당선 |
| 2016년 선거 | 하원의원 (매사추세츠 제1선거구) | 115대 | 민주당 | 73.34% | 235,803표 | 1위  | 매사추세츠주 하원의원 당선 |
| 2018년 선거 | 하원의원 (매사추세츠 제1선거구) | 116대 | 민주당 | 97.64% | 211,790표 | 1위  | 매사추세츠주 하원의원 당선 |
| 2020년 선거 | 하원의원 (매사추세츠 제1선거구) | 117대 | 민주당 | 96.51% | 275,376표 | 1위  | 매사추세츠주 하원의원 당선 |
| 2022년 선거 | 하원의원 (매사추세츠 제1선거구) | 118대 | 민주당 | 61.48% | 157,635표 | 위   | 매사추세츠주 하원의원 당선 |
| 2024년 선거 | 하원의원 (매사추세츠 제1선거구) | 119대 | 민주당 | 62.37% | 223,325표 | 위   | 매사추세츠주 하원의원 당선 |